# Feldmoching-Hasenbergl
Feldmoching-Hasenbergl est un des vingt-cinq secteurs de la ville allemande de Munich.

## Lieux d'intérêt
- Le Schwarzhölzl, forêt marécageuse protégée.
- les Dreiseenplatte (3 lacs).